# Stefan Rodevåg
Stefan Rodevåg, född 11 juni 1980, är en svensk före detta fotbollsspelare som bland annat spelat för Falkenbergs FF i Allsvenskan.

## Karriär
Rodevåg inledde sitt fotbollsspelande i västgötska Götene IF ifrån Götene. Han debuterade 2003 i Superettan för Kalmar FF. Efter säsongen 2004, då laget spelade i Allsvenskan, gick han i stället till Superettan-laget Falkenbergs FF. Sin andra säsong i Falkenberg vann han Superettans skytteliga med 17 mål och värvades därefter till allsvenska Örebro SK. Han spelade för klubben under två säsonger men fick därefter inte förnyat kontrakt. Han skrev istället på för sin gamla klubb Falkenbergs FF i slutet av december 2008.
Efter säsongen 2017 lämnade han Falkenbergs FF och avslutade samtidigt sin spelarkarriär.